# Sabina Hank

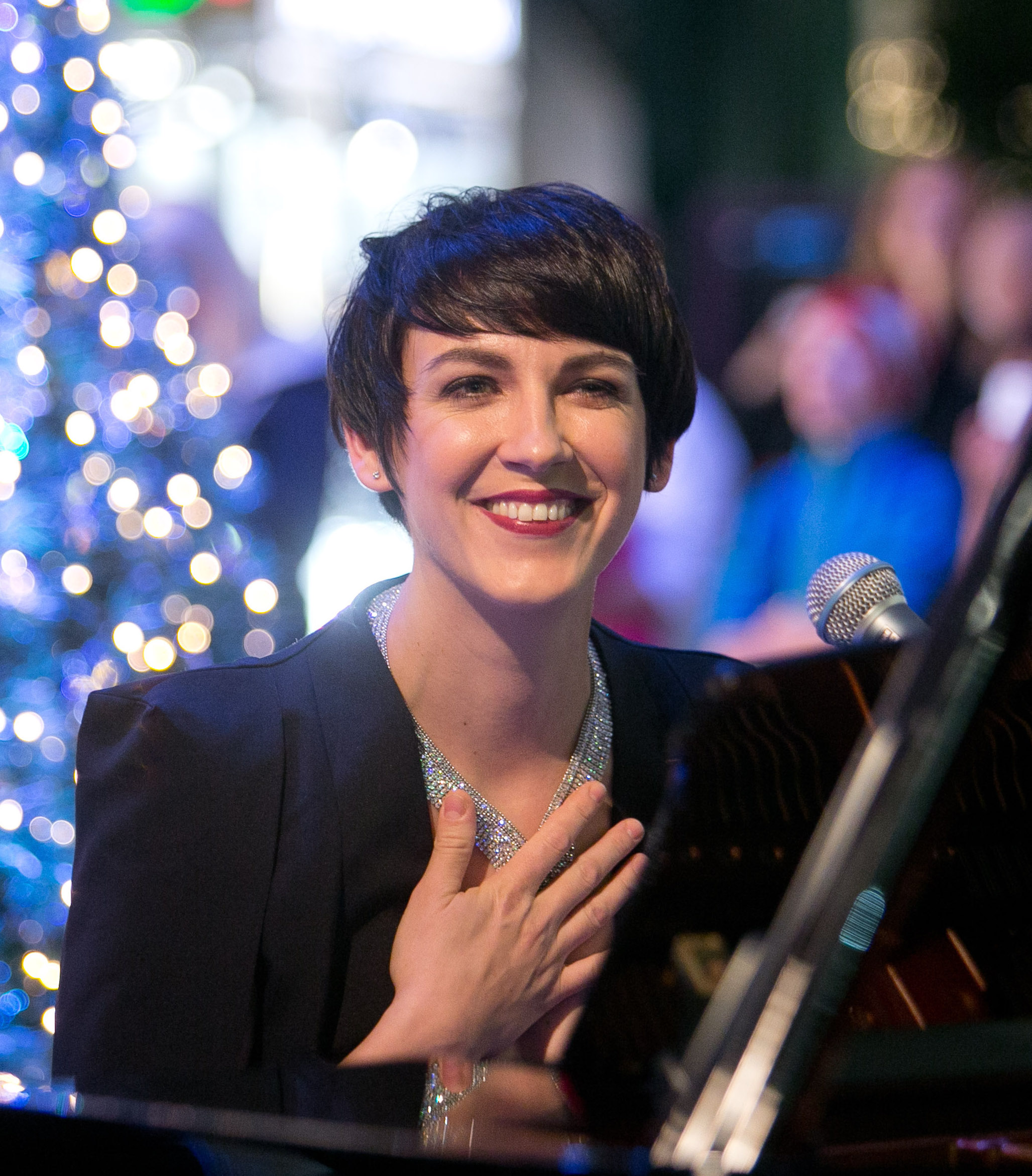
Sabina Hank (Salzburg 2015)

Sabina Hank (* 2. Mai 1976 in Salzburg) ist eine österreichische Jazz-Pianistin, -Sängerin, -Komponistin & Synästhesistin.

## Leben und berufliche Entwicklung
Hank stammt aus einer Musikerfamilie und wurde mit fünf Jahren mit absolutem Gehör am Mozarteum Salzburg aufgenommen und dort 13 Jahre am Klavier ausgebildet. Bereits mit fünf machte sie ihre ersten Studioaufnahmen. Nach ihrem klassischen Werdegang studierte die Synästhesistin (sie hört in Farben) fünf Jahre an der Bruckneruniversität Linz Jazzgesang und Jazzpiano, bevor sie kurz vor Beendigung ihres Studiums dieses abbrach, um sich ganz und gar auf das Leben als freischaffende Musikerin zu konzentrieren. Komposition studiert sie seit jeher autodidaktisch und im Stillen.
Seit 1997 ist Hank als Band- & Co-Leaderin tätig (Zusammenarbeit u. a. mit Willi Resetarits („Abendlieder“), Josef Hader („Liedverdächtig“), Hubert von Goisern („Liebesfarben“), Bob Mintzer („Blue Notes On Christmas“), Werner Pirchner, die Strottern, Harry Ahamer, Maria Schneider, Garry Dial, Dick Oatts, Martin Scales, Peter O’Mara, uvm.) und tritt auf internationalen Jazzfestivals in aller Welt auf. Als Komponistin erhielt sie zahlreiche Kompositionsaufträge für Film und Theater (u. a. Theater in der Josefstadt, Volkstheater Wien, Landestheater Salzburg, Schauspielhaus Bochum etc.) und arbeitete mit renommierten Regisseuren wie Leander Haußmann und Michael Schottenberg zusammen.
Seit 2008 verbindet Hank auch eine enge Zusammenarbeit mit dem sowohl in der Klassik als auch im Jazz beheimateten Geiger Benjamin Schmid. So kam im Jahr 2008 das ihm gewidmete Violinkonzert „Three Songs For An Abandoned Angel“ beim Mattseer „Diabellisommer“ zur Uraufführung, 2010 hatte das Projekt „Benjamin Schmid plays Gulda & Hank“ beim Salzburger Jazzherbst Premiere. In ihren aktuellen Bandprojekten spielt sie zusammen mit ihren langjährigen musikalischen Partnern und Side-Men Christian Lettner, Christian Wendt, Tom Reif, Alex Meik, Klaus Pérez-Salado und ihrem Ex-Ehemann Herb Berger, mit dem sie seit 1994 musikalisch verbunden ist.
Nach zwei Plattenverträgen bei den Labels Quinton Records (2001–2005) & Universal Music (2006–2009) gründete Hank 2009 ihr eigenes Label „meander records“, auf dem sie ihre Alben nun auch selbst produziert und vertreibt. Seit 2010 hat die Musikerin außerdem einen Lehrauftrag an der Universität Mozarteum. Weiterhin hält sie Vorträge und Workshops zum Thema „Integrative Improvisation & Komposition im Jazz“ und „I-Music Management“ – Kreative Selbstvermarktungswege für freischaffende MusikerInnen.

### Privates
Sabina Hank war von 1994 bis 2009 mit dem Musiker Herb Berger liiert, mit dem sie auch verheiratet war. Im Herbst 2012 wurde ihre Tochter geboren, Vater ist der ORF-Moderator Martin Ferdiny. Mit ihrer Tochter lebt Sabina Hank alleinerziehend in einer Marktgemeinde in der Nähe von Salzburg. Im Jänner 2025 ging sie mit einem Spendenaufruf an die Öffentlichkeit und startete eine GoFundMe-Kampagne um ihr Haus zu erhalten, das aber kurz danach zwangsversteigert wurde. Nach eigener Angabe sei sie infolge der Coronapandemie als Musikerin und Privatperson in die Insolvenz geschlittert.

## Auszeichnungen
- „Salzburg Preis“ der Stadt Salzburg 2016
- „Akademia Music Award“ 2016, Los Angeles, USA (Best Jazz Album)
- nominiert für die „Salzburgerin des Jahres“ 2015
- nominiert für den „Amadeus Austrian Music Award“ 2010
- „Best Austrian Jazz Musician 2004“ (Concerto Poll)
- „Art and Music Award“ der Stadt Salzburg 2004
- 1. Preis des Kompositionsstipendiums des Landes Salzburg 1998

## Diskographie
- „Blue Notes On Christmas“ feat. Bob Mintzer (meander records, 2016), ausgezeichnet mit dem „Akademia Music Award“ 2016 (Best Jazz Album)
- „A Song Kaleidoscope“ (meander records, 2012)
- „Liebesfarben“ (meander records, 2011) produziert von Hubert von Goisern
- „Focus On Infinity“ (2009), nominiert für den Amadeus Austrian Music Award 2010
- Willi Resetarits & Sabina Hank „Abendlieder“ (Universal Music, 2008)
- „Inside“ (Universal Music, 2007)
- „Nah An Mir“ (Universal Music, 2006)
- „Music In A Mirror“ feat. Bob Mintzer (Quinton Records, 2004)
- „Blue Moments“ (Quinton Records, 2001)
- „Softly Spoken“ (2000)
- „Carmen – Music By Sabina Hank“ (Schauspielhaus Bochum, 1998)
- „Uncovered Soul“ feat. Benjamin Schmid (1997)

## Kompositionsaufträge
- 2016 Theater in der Josefstadt (Das Mädl aus der Vorstadt von Nestroy, Regie Michael Schottenberg)
- 2008 Mattseer Diabellisommer (Violinkonzert für Benjamin Schmid „Three Songs For An Abandoned Angel“)
- 2006 Brucknerhaus Linz (Sabina Hank Orchestra „Re-Generation“)
- 2003 Filmmusik „Unspoiled Moment“ (Regie Jacob Groll)
- 2002 Landestheater Salzburg („Nachtmusik“ von Rolf Hochhuth)
- 2001 Volkstheater Wien (Der Talisman von Nestroy, Regie Michael Schottenberg, ausgezeichnet mit dem Nestroy-Preis und dem Karl Skraup Preis)
- 1998 Schauspielhaus Bochum (Carmen by Prosper Merimee, Regie Leander Haußmann)
- 1997 Filmmusik ORF/3sat für „100 Jahre Sir Karl Popper“ (Regie Koschka Hetzer)